# Paulina Maraver Cortés
Paulina Maraver Cortés (Huamantla, Tlaxcala, 1877 - Puebla de Zaragoza, Puebla, 28 de julio de 1954) fue una profesora y activista durante la Revolución Mexicana. Fue miembro del Club Antireeleccionista de Puebla a las órdenes de Aquiles Serdán y sirvió como enlace de varios jefes revolucionarios.

## Biografía

### Maestra
La maestra Paulina Maraver Cortés nació en Huamantla, Tlaxcala en 1867 o 1877. Estudió para maestra en la Escuela Normal de Puebla y posteriormente ejerció la docencia en San Martín Texmelucan y en Zacatlán. También laboró en la subdirección de la Normal del Estado. Fundó el Colegio "Pestalozzi" al ser cesada de su cargo debido a su afiliación a la causa maderista. Como pedagoga también fue asesora de Aquiles Serdán en materia educativa.

### Maderista
Maraver inició sus actividades revolucionarias durante la visita de don Francisco I. Madero a la ciudad de Puebla. A partir de entonces decidió colaborar con los hermanos Serdán en el Club Antireeleccionista. Fue también un miembro activo de las juntas revolucionarias de Puebla y Tlaxcala de la cual llegó a ser vicepresidenta.